# Tron: Evolution
Tron: Evolution é um jogo eletrônico do gênero TPS de ação e aventura relacionado ao filme Tron: O Legado que foi desenvolvido pela Propaganda Games e publicado pela Disney Interactive Studios. Oficialmente anunciado na Spike Video Game Awards de 2009, foi lançado para as plataformas Microsoft Windows, PlayStation 3 e Xbox 360 em 26 de novembro de 2010 na Europa e 7 de dezembro na América do Norte. Foi desenvolvido usando os motores gráficos Unreal Engine 3 e Aurora Engine. Uma versão bem diferente do jogo, desenvolvida pela SuperVillain Studios, também foi publicada em 7 de dezembro para PSP.
A música do jogo foi composta por Sascha Dikiciyan (conhecido profissionalmente como Sonic Mayhem), Manthei Kevin e Cris Velasco, que também trabalhou na franquia God of War. Duas faixas vêm da trilha sonora do filme lançado no mesmo ano: "Derezzed" e "The Grid", compostas por Daft Punk. A partir de 2012 passou a estar disponível online.

## Jogabilidade
Tron: Evolution é um jogo de tiro em primeira pessoa, mas apresenta mecânicas de corrida e role-playing. Em seu modo história solo, a jogabilidade básica foca em acrobacias inspiradas em parkour para mover o personagem de um ponto a outro, similar ao que ocorre nos jogos da franquia Prince of Persia, e no combate contra adversários em que o jogador deve fazer uso do disco de identidade, com os movimentos nessas sequências inspirados na capoeira. As motos de luz se fazem presentes e Evolution faz uso da habilidade que elas tem de deixar uma parede de luz por onde passam, tornando possível destruir veículos de inimigos. Há um sistema de progressão constante e unificado, o mesmo no modo solo ou multijogador, que permite aos jogadores subirem de nível e desbloquearem novas habilidades. O nível máximo possível é o 50, após o qual não é mais possível melhorar seu personagem.

### Multijogador
Até 10 pessoas podem jogar de forma simultânea online, estando disponíveis inicialmente quatro modos de jogo que podem ser disputados em quatro mapas, mas dois desses mapas ("Hard Disk" e "Heat Sink") são pequenos e só permitem ação sem veículos. "Defrag" e "Circuit Board", por outro lado, são maiores e permitem ao jogador dirigir motos de luz e desintegrar competidores com suas paredes geradas por onde passam ou entrar em tanques de combate e atirar contra seus adversários. Único modo de jogo solo, Disintegration é um mata-mata em que o jogador que mais desintegrar oponentes vence, estando disponível uma versão em grupo chamada Team Disintegration. O terceiro modo multijogador é Bit Runner, onde equipes competem para que seus membros capturem um bit e fiquem com ele o maior tempo possível - o time que o portou mais vence a partida. É um modo desafiador, pois o jogador que porta o bit vai progressivamente perdendo energia e ficando menos saudável, sendo necessário a ele passar por pontos de recarga. Por fim, em Power Monger, duas equipes disputam a captura de nódulos de energia - bases fixas no mapa - e ganham pontos se conseguem controlar nódulos que aparecem conectados no canto superior esquerdo da tela.
Dois mapas de multijogador, bem como a skin do personagem Sam Flynn, foram disponibilizadas no lançamento do jogo na forma de conteúdo baixável através de códigos inclusos na embalagem de Tron: Evolution. Cinco mapas adicionais e novas skins de personagens que aparecem em Tron: O Legado foram lançados posteriormente.

## Enredo
Similar a Tron: Betrayal, o modo história de Evolution procura estabelecer uma ponte entre o filme original e sua sequência. Kevin Flynn vê que há certo desconforto de programas em relação a ISOs e então cria o programa Anon, controlado pelo jogador, para manter a ordem no sistema e descobrir o que há de errado, com o personagem jogável vindo logo a também se tornar peça importante para lidar com o rastro de destruição que o temeroso vírus Abraxas vem deixando ao transformar programas e ISOs em criaturas más de cor esverdeada. Anon, abreviação de "anônimo" em inglês, tem a ajuda de Quorra para desvendar o que está realmente acontecendo, com o jogo oferecendo mais detalhes de como Clu traiu Flynn e depois entrou em campanha para extinguir os ISOs.

## Desenvolvimento e lançamento
Em uma entrevista realizada durante a D23 Expo de 2009, ocorrida em setembro daquele ano, Steven Lisberger, criador do filme Tron e produtor de sua sequência, admitiu que um novo jogo eletrônico da franquia estava sendo desenvolvido e sugeriu que seria feito diretamente pela Disney, mas se recusou a fornecer detalhes sobre. Dois meses depois, na segunda quinzena de novembro, a então Spike TV (hoje Paramount Network) lançou um teaser de menos de 20 segundos de duração que apresentava o novo jogo e divulgava a data da Spike Video Game Awards daquele ano. Esse teaser começava com um usuário fazendo login como "KFLYNN" e cortava para um texto em que se lia "virus detected" (lit.  "vírus detectado") seguido de rápidas imagens de veículos presentes em Tron: O Legado e de Abraxas, personagem importante em Evolution. Este foi, como prometido, anunciado na edição de 2009 da então premiação anual realizada pelo canal Spike, ocorrida em 12 de dezembro de 2009. Na ocasião, a atriz Olivia Wilde, interprete de Quorra tanto no filme como no jogo, fez a apresentação de um trailer mais detalhado desse, revelando ainda seu nome oficial e a data em que seria lançado - no fim de 2010, junto do filme do qual é tie-in.

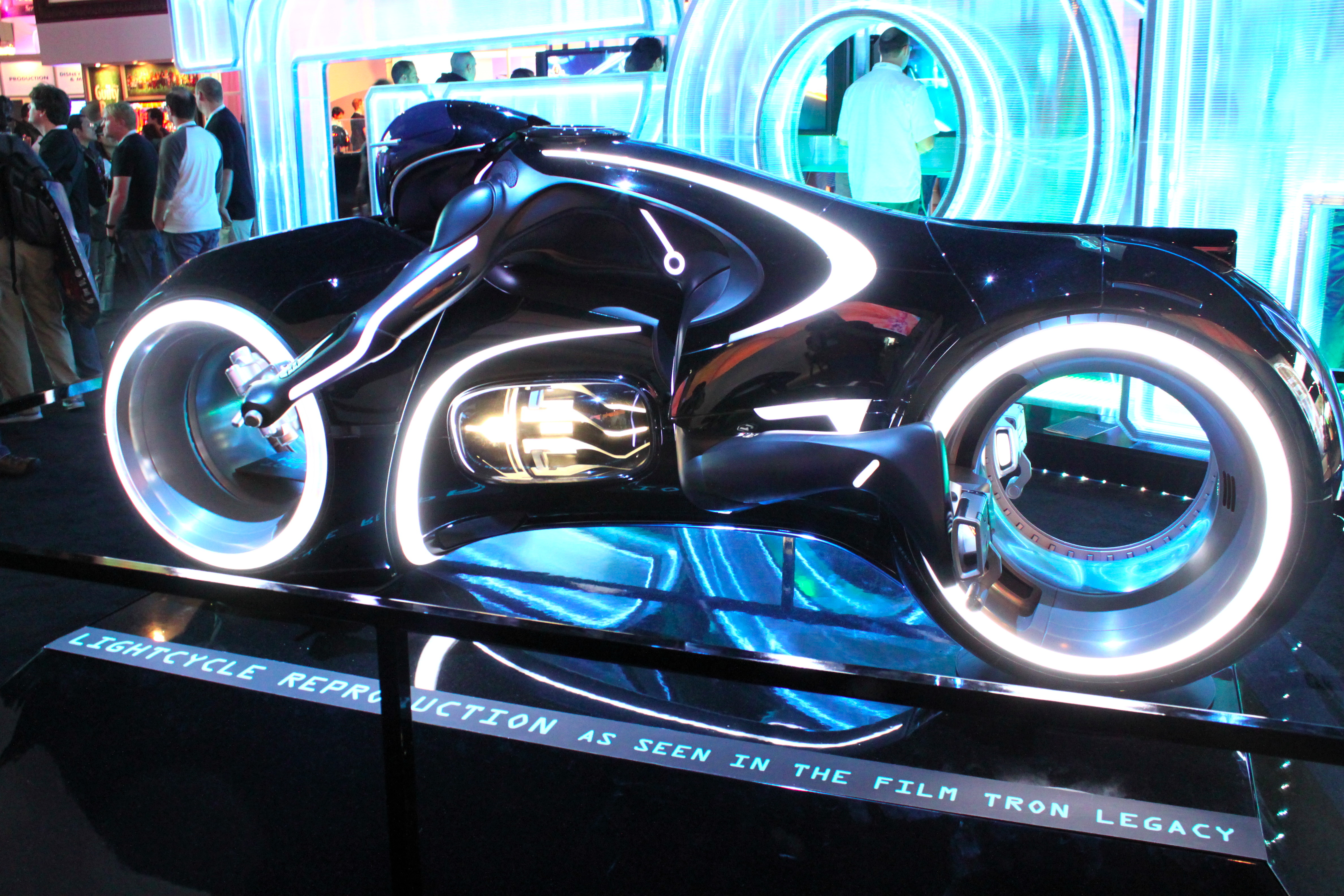
Réplica de uma moto de luz na E3 de 2010.

Tron: Evolution foi desenvolvido pela Propaganda Games, subsidiária da Disney. Em um evento pré-E3, realizado em maio de 2010, as primeiras gravações do jogo sendo rodado foram exibidas, o que voltou a se repetir na E3 de 2010, que ocorreu um mês depois. Em ambos os eventos, uma réplica da moto de luz que aparece em Tron: O Legado esteve presente. Durante a E3, Dan Tudge, vice-presidente da Propaganda Games, disse esperar que Evolution se sustente por si só ao mesmo tempo em que complementa o longa-metragem. Tudge acrescentou que a empresa da qual faz parte está baseada na mesma cidade em que a filmagem de Legado aconteceu, em Vancouver, Colúmbia Britânica, e isso possibilitou que eles usassem "essa proximidade para continuamente colaborar com os produtores cinematográficos e garantir a autenticidade entre os dois projetos". De fato, o diretor da película, Joseph Kosinski, ajudou o estúdio a produzir o jogo e também participou da confecção de seu primeiro trailer promocional lançado em 2009. Certa ocasião, o produtor Sean Bailey - também envolvido na nova película - disse que o jogo eletrônico deve "melhorar e expandir a mitologia e o mundo de Tron: O Legado".
Em 26 de novembro de 2010, Tron: Evolution foi lançado para Microsoft Windows, PlayStation 3 e Xbox 360 na Europa, vindo a ser igualmente lançado para essas plataformas na América do Norte pouco depois, em 7 de dezembro. Uma versão para PSP também foi lançada dia 7. Produzido e publicado pela SuperVillain Studios, Tron: Evolution para a plataforma móvel da Sony não se trata de um porte, mas sim de um jogo totalmente diferente. A partir do fim de 2019, Evolution foi retirado da Steam e se tornou quase que não jogável via Windows porque a Disney confiava na gestão de direitos digitais providenciada pela SecuROM, mas cancelou a sua inscrição nesse serviço que, por sua vez, deixou de executar a autenticação necessária para iniciar o jogo. Há métodos não oficiais para contornar esse problema.

## Recepção
No site Metacritic, que agrega as opiniões emitidas por críticos profissionais, Tron: Evolution recebeu no geral comentários mistos ou medianos.